# Viva Air
Viva Air foi uma companhia aérea espanhola com sede em Palma de Maiorca. Sua base principal era o Aeroporto de Palma de Maiorca-Son Sant Joan.

## História
A Viva Air foi fundada em 24 de fevereiro de 1988 pela Iberia e Lufthansa.
As operações começaram com um Airbus A320. No início, os voos eram principalmente da Alemanha para a Espanha, em particular para Palma de Maiorca. Em 1992, a parceria entre Lufthansa e Iberia se desfez e a Iberia assumiu as operações da Viva Air. Pouco tempo depois, a Viva Air entrou no mercado doméstico espanhol com aeronaves McDonnell Douglas DC-9, mas estas foram rapidamente substituídas pelo Boeing 737-300.
As aeronaves da companhia aérea se destacaram com sua pintura simples e colorida no estilo Joan Miró, criada por crianças de escolas espanholas. Destinava-se a simbolizar o sol espanhol que a maioria dos seus passageiros procurava durante as férias. Após os primeiros anos de operação, a companhia aérea foi uma das primeiras companhias aéreas subsidiárias de uma grande transportadora a se estabelecer no Aeroporto de Londres-Heathrow, em Londres, de onde a Viva operou vários serviços regulares em nome de sua empresa-mãe usando os indicativos da Viva e números de voo da Viva.
Como os voos regulares estavam perdendo dinheiro, a Iberia assumiu essas rotas e a Viva Air foi relegada a voos fretados usando aeronaves Boeing 737-300, das quais tinha 10 em serviço em 1995.
Devido à forte concorrência de outras companhias charter espanholas e europeias, a Viva Air começou a perder dinheiro e, em 1999, as operações foram encerradas e a companhia aérea foi liquidada. A Iberia assumiu todos os funcionários, aeronaves e licenças de rotas.

## Frota

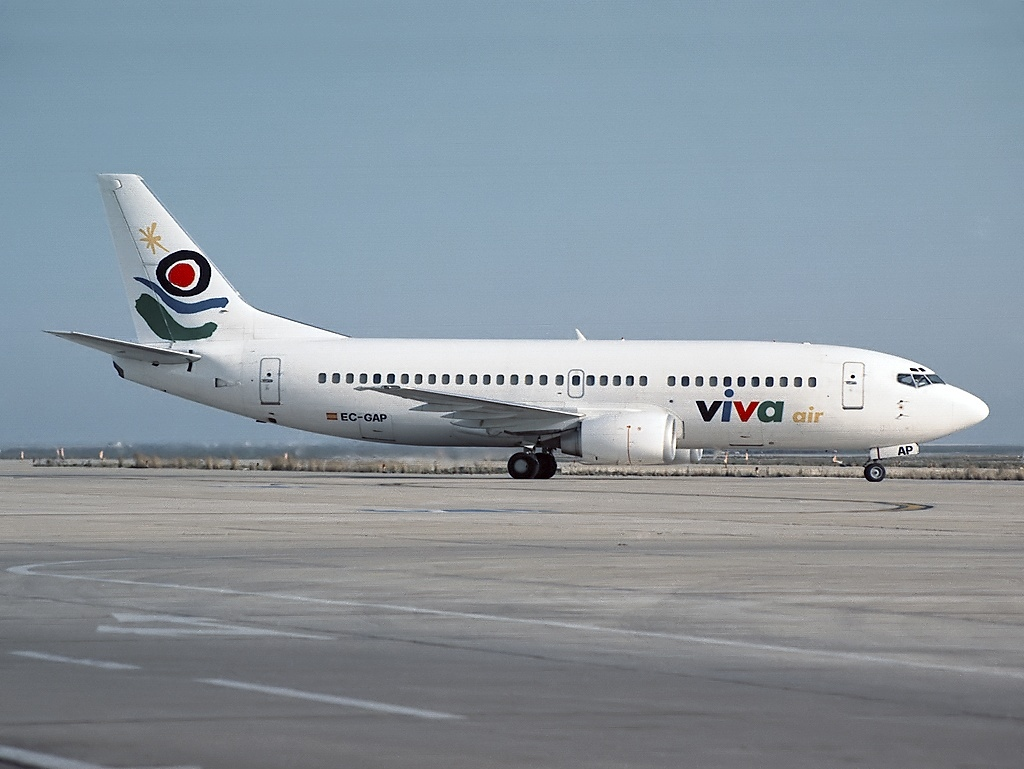
Um Boeing 737-300 da Viva Air

A frota da Viva Air consistia nas seguintes aeronaves:
| Aeronaves                 | Total | Notas |
| ------------------------- | ----- | ----- |
| Boeing 737-300            | 10    |       |
| McDonnell Douglas DC-9-32 | 3     |       |
| Total                     | 13    |       |